# Klubowe Mistrzostwa Krajów Nordyckich w piłce siatkowej mężczyzn (2017/2018)
Klubowe Mistrzostwa Krajów Nordyckich w piłce siatkowej mężczyzn 2017/2018 – 11. sezon rozgrywek o klubowe mistrzostwo krajów nordyckich organizowanych przez North European Volleyball Zonal Association (NEVZA). Zainaugurowane zostały 3 listopada 2017 roku i trwały do 28 stycznia 2018 roku.
Rozgrywki składały się z fazy grupowej oraz turnieju finałowego, w ramach którego rozegrano mecze o rozstawienie w półfinale, półfinały, mecz o 3. miejsce i finał.
Turniej finałowy odbył się w dniach 26-28 stycznia 2018 roku w Sotra Arena w Straume.

## Drużyny uczestniczące
| Super 8s | Super 8s |
| --- | -------- |
| IBB Polonia London | —        |
| VolleyLigaen |          |
| Hvidovre VK | 5        |
| Marienlyst Odense | 6        |
| Ishøj Volley | 8        |
| Mizunodeild |          |
| Afturelding | —        |
| Mizunoligaen |          |
| BK Tromsø | 3        |
| TIF Viking Bergen | 4        |
| Førde VBK | 7        |
| Randaberg IL | —        |
| Oznaczenia: - kolumna druga – miejsce zajęte przez daną drużynę w poprzednim sezonie Klubowych Mistrzostw Krajów Nordyckich. |          |

## Faza grupowa

### Grupa A –Bergen
Tabela
| Lp. | Drużyna           | Mecze | Mecze   | Mecze   | Pkt | Sety | Sety | Sety  | Małe punkty | Małe punkty | Małe punkty |
| Lp. | Drużyna           | M     | W (3:2) | P (2:3) | Pkt | wyg. | prz. | ratio | zdob.       | str.        | ratio       |
| --- | ----------------- | ----- | ------- | ------- | --- | ---- | ---- | ----- | ----------- | ----------- | ----------- |
| 1   | TIF Viking Bergen | 2     | 2 (0)   | 0 (0)   | 6   | 6    | 1    | 6.000 | 171         | 127         | 1.346       |
| 2   | Førde VBK         | 2     | 1 (0)   | 1 (0)   | 3   | 4    | 4    | 1.000 | 180         | 185         | 0.973       |
| 3   | Hvidovre VK       | 2     | 0 (0)   | 2 (0)   | 0   | 1    | 6    | 0.167 | 135         | 174         | 0.776       |

Źródło: volleyball.dk
Punktacja: 3:0 i 3:1 – 3 pkt; 3:2 – 2 pkt; 2:3 – 1 pkt; 1:3 i 0:3 – 0 pkt
Zasady ustalania kolejności: 1. liczba zwycięstw; 2. liczba punktów; 3. stosunek setów; 4. stosunek małych punktów; 5. bilans w bezpośrednich meczach
Wyniki spotkań
| Data       | Drużyna 1   | Wynik | Drużyna 2         | Set 1 | Set 2 | Set 3 | Set 4 | Set 5 |
| ---------- | ----------- | ----- | ----------------- | ----- | ----- | ----- | ----- | ----- |
| 03.11.2017 | Førde VBK   | 1:3   | TIF Viking Bergen | 17:25 | 25:21 | 19:25 | 20:25 |       |
| 04.11.2017 | Førde VBK   | 3:1   | Hvidovre VK       | 25:18 | 28:26 | 21:25 | 25:20 |       |
| 05.11.2017 | Hvidovre VK | 0:3   | TIF Viking Bergen | 16:25 | 17:25 | 13:25 |       |       |

### Grupa B –Odense
Tabela
| Lp. | Drużyna           | Mecze | Mecze   | Mecze   | Pkt | Sety | Sety | Sety  | Małe punkty | Małe punkty | Małe punkty |
| Lp. | Drużyna           | M     | W (3:2) | P (2:3) | Pkt | wyg. | prz. | ratio | zdob.       | str.        | ratio       |
| --- | ----------------- | ----- | ------- | ------- | --- | ---- | ---- | ----- | ----------- | ----------- | ----------- |
| 1   | Marienlyst Odense | 2     | 2 (0)   | 0 (0)   | 6   | 6    | 1    | 6.000 | 170         | 147         | 1.156       |
| 2   | Randaberg IL      | 2     | 1 (0)   | 1 (0)   | 3   | 4    | 3    | 1.333 | 165         | 149         | 1.107       |
| 3   | Afturelding       | 2     | 0 (0)   | 2 (0)   | 0   | 0    | 6    | 0.000 | 111         | 150         | 0.740       |

Źródło: volleyball.dk
Punktacja: 3:0 i 3:1 – 3 pkt; 3:2 – 2 pkt; 2:3 – 1 pkt; 1:3 i 0:3 – 0 pkt
Zasady ustalania kolejności: 1. liczba zwycięstw; 2. liczba punktów; 3. stosunek setów; 4. stosunek małych punktów; 5. bilans w bezpośrednich meczach
Wyniki spotkań
| Data       | Drużyna 1         | Wynik | Drużyna 2    | Set 1 | Set 2 | Set 3 | Set 4 | Set 5 |
| ---------- | ----------------- | ----- | ------------ | ----- | ----- | ----- | ----- | ----- |
| 03.11.2017 | Marienlyst Odense | 3:0   | Afturelding  | 25:18 | 25:18 | 25:21 |       |       |
| 04.11.2017 | Afturelding       | 0:3   | Randaberg IL | 18:25 | 21:25 | 15:25 |       |       |
| 05.11.2017 | Marienlyst Odense | 3:1   | Randaberg IL | 25:23 | 19:25 | 25:18 | 26:24 |       |

### Grupa C –Kopenhaga
Tabela
| Lp. | Drużyna            | Mecze | Mecze   | Mecze   | Pkt | Sety | Sety | Sety  | Małe punkty | Małe punkty | Małe punkty |
| Lp. | Drużyna            | M     | W (3:2) | P (2:3) | Pkt | wyg. | prz. | ratio | zdob.       | str.        | ratio       |
| --- | ------------------ | ----- | ------- | ------- | --- | ---- | ---- | ----- | ----------- | ----------- | ----------- |
| 1   | BK Tromsø          | 2     | 2 (0)   | 0 (0)   | 6   | 6    | 0    | MAX   | 152         | 123         | 1.236       |
| 2   | Ishøj Volley       | 2     | 1 (0)   | 1 (0)   | 3   | 3    | 3    | 1.000 | 142         | 133         | 1.068       |
| 3   | IBB Polonia London | 2     | 0 (0)   | 2 (0)   | 0   | 0    | 6    | 0.000 | 114         | 152         | 0.750       |

Źródło: volleyball.dk
Punktacja: 3:0 i 3:1 – 3 pkt; 3:2 – 2 pkt; 2:3 – 1 pkt; 1:3 i 0:3 – 0 pkt
Zasady ustalania kolejności: 1. liczba zwycięstw; 2. liczba punktów; 3. stosunek setów; 4. stosunek małych punktów; 5. bilans w bezpośrednich meczach
Wyniki spotkań
| Data       | Drużyna 1          | Wynik | Drużyna 2    | Set 1 | Set 2 | Set 3 | Set 4 | Set 5 |
| ---------- | ------------------ | ----- | ------------ | ----- | ----- | ----- | ----- | ----- |
| 03.11.2017 | IBB Polonia London | 0:3   | Ishøj Volley | 25:27 | 13:25 | 18:25 |       |       |
| 04.11.2017 | IBB Polonia London | 0:3   | BK Tromsø    | 21:25 | 19:25 | 18:25 |       |       |
| 05.11.2017 | BK Tromsø          | 3:0   | Ishøj Volley | 27:25 | 25:20 | 25:20 |       |       |

## Turniej finałowy

### Mecze o rozstawienie
| Data       | Drużyna 1         | Wynik | Drużyna 2         | Set 1 | Set 2 | Set 3 | Set 4 | Set 5 | Widzów |
| ---------- | ----------------- | ----- | ----------------- | ----- | ----- | ----- | ----- | ----- | ------ |
| 26.01.2018 | TIF Viking Bergen | 3:0   | Marienlyst Odense | 25:16 | 25:21 | 25:21 |       |       | 50     |
| 26.01.2018 | BK Tromsø         | 3:1   | Randaberg IL      | 25:21 | 16:25 | 25:19 | 25:16 |       | 40     |

### Półfinały
| Data       | Drużyna 1         | Wynik | Drużyna 2         | Set 1 | Set 2 | Set 3 | Set 4 | Set 5 | Widzów |
| ---------- | ----------------- | ----- | ----------------- | ----- | ----- | ----- | ----- | ----- | ------ |
| 27.01.2018 | TIF Viking Bergen | 3:0   | Randaberg IL      | 25:21 | 25:19 | 25:21 |       |       | 50     |
| 27.01.2018 | BK Tromsø         | 0:3   | Marienlyst Odense | 23:25 | 17:25 | 16:25 |       |       | 20     |

### Mecz o 3. miejsce
| Data       | Drużyna 1    | Wynik | Drużyna 2 | Set 1 | Set 2 | Set 3 | Set 4 | Set 5 | Widzów |
| ---------- | ------------ | ----- | --------- | ----- | ----- | ----- | ----- | ----- | ------ |
| 28.01.2018 | Randaberg IL | 2:3   | BK Tromsø | 20:25 | 26:24 | 23:25 | 25:20 | 15:17 | 50     |

### Finał
| Data       | Drużyna 1         | Wynik | Drużyna 2         | Set 1 | Set 2 | Set 3 | Set 4 | Set 5 | Widzów |
| ---------- | ----------------- | ----- | ----------------- | ----- | ----- | ----- | ----- | ----- | ------ |
| 28.01.2018 | TIF Viking Bergen | 3:0   | Marienlyst Odense | 25:14 | 25:21 | 25:11 |       |       | 50     |

## Klasyfikacja końcowa
| Miejsce | Drużyna            |
| ------- | ------------------ |
| 1       | TIF Viking Bergen  |
| 2       | Marienlyst Odense  |
| 3       | BK Tromsø          |
| 4       | Randaberg IL       |
| 5       | Ishøj Volley       |
| 6       | Førde VBK          |
| 7       | Hvidovre VK        |
| 8       | IBB Polonia London |
| 9       | Afturelding        |